# Казарян Едуард Мушегович
Едуард Мушегович Казаря́н (вірм. Էդուարդ Մուշեղի Ղազարյան, 16 січня 1942, Єреван) — вірменський фізик. Академік НАН РВ, доктор фізико-математичних наук, професор.

## Біографія
- 1959—1962 — навчався в Єреванському державному університеті.
- 1962—1965 — навчався в Московському державному університеті.
- 1965—1969 — аспірант Московського державного університету. Доктор фізико-математичних наук (1982), професор (1983), академік НАН РВ (1996).
- 1969—1974 — працював викладачем Єреванського державного університету.
- 1975—1984 — завідувач кафедри загальної фізики Єреванського державного університету.
- 1985—1987 — працював начальником управління науки і підготовки науково-педагогічних кадрів, заступник Міністра Міністерства вищої і середньої спеціальної освіти.
- 1987—1988 — ректор Вірменського педагогічного інституту імені Х. Абовяна.
- 1993—1999 — завідувач кафедри фізики твердого тіла, проректор Єреванського державного університету.
- 1999—2001 — Міністр освіти і науки Вірменії.
- 2002—2004 — академік-секретар відділення фізико-математичних і технічних наук НАН РВ.
- 2004—2006 — віце-президент, академік-секретар НАН РВ.
- З 2006 року — завідувач кафедри загальної та теоретичної фізики Російсько-вірменського (слов'янського) університету. Почесний доктор РВУ. Почесний професор Вірменського педагогічного інституту імені Х. Абовяна.

## Нагороди
- Премія президента Вірменії з фізики (2008).
- Заслужений діяч науки Республіки Вірменія (2017)[1].

## Сфера досліджень
Основні напрями: фізика твердого тіла, оптичні властивості напівпровідників, питання екситонної фізики, фізика низьковимірних напівпровідникових систем (наноструктур).